# تشون هاي-جين
تشون هاي-جين (هانغل: 전혜진) هي ممثلة كورية جنوبية، ولدت في 1976 في كوريا الجنوبية.

## اعمالها

### مسلسلات تلفزيونية
| عام  | عنوان                               | عنوان                    | الدور         | Ref.        |
| عام  | عنوان العربي                        | الكوري                   | الدور         | Ref.        |
| ---- | ----------------------------------- | ------------------------ | ------------- | ----------- |
| 2002 | حاكم عالمك الخاص                    | 네 멋대로 해라           | سون يون جي    |             |
| 2004 | اسف انا احبك                        | 미안하다, 사랑한다       | يون سيو كيونغ |             |
| 2005 | مدينة الدراما - إنها تبتسم / ذكريات | 드라마시티 - 납골당 소년 | دونغ هي       |             |
| 2007 | وحش الرومانسية                      | 로맨스 헌터              | اهن هام هي    |             |
| 2018 | ضبابي                               | 미스티                   | سيو ايون جو   |             |
| 2019 | البحث www                           | 검색어를 입력하세요: www | سونغ جا كيونغ |             |
| 2020 | الغابة السرية                       | 비밀의 숲                | تشوي بت       |             |
| 2021 | العم                                | 엉클                     | وانغ جون هي   | [ 5 ]       |
| 2023 | ليست غيرها                          | 남남                     | كيم ايون مي   | [ 6 ] [ 7 ] |

## وصلات خارجية
- تشون هاي-جين على موقع IMDb (الإنجليزية)
- تشون هاي-جين على موقع ألو سيني (الفرنسية)
- تشون هاي-جين على موقع قاعدة بيانات الفيلم (الإنجليزية)
- تشون هاي-جين على موقع كينوبويسك (الروسية)